# 圣朗吉莱莫尔塔涅
圣朗吉莱莫尔塔涅（法語：Saint-Langis-lès-Mortagne，法語發音：[sɛ̃ lɑ̃ʒi lɛ mɔʁtaɲ] ⓘ，意为“莫尔塔涅附近的圣朗吉”）是法国奥恩省的一个市镇，属于莫尔塔涅欧佩什区。

## 地理
圣朗吉莱莫尔塔涅（48°30'46"N, 0°32'17"E）面积12.61 平方千米，位于法国诺曼底大区奧恩省，该省份为法国西北部内陆省份，北起顺时针与卡爾瓦多斯省、厄尔省、厄尔-卢瓦省、萨尔特省、马耶讷省和芒什省接壤。
与圣朗吉莱莫尔塔涅接壤的市镇（或旧市镇、城区）包括：圣伊莱尔勒沙泰勒、库尔茹、莫尔塔涅欧佩什、帕尔丰德瓦勒、雷韦永、于讷河畔圣但尼。

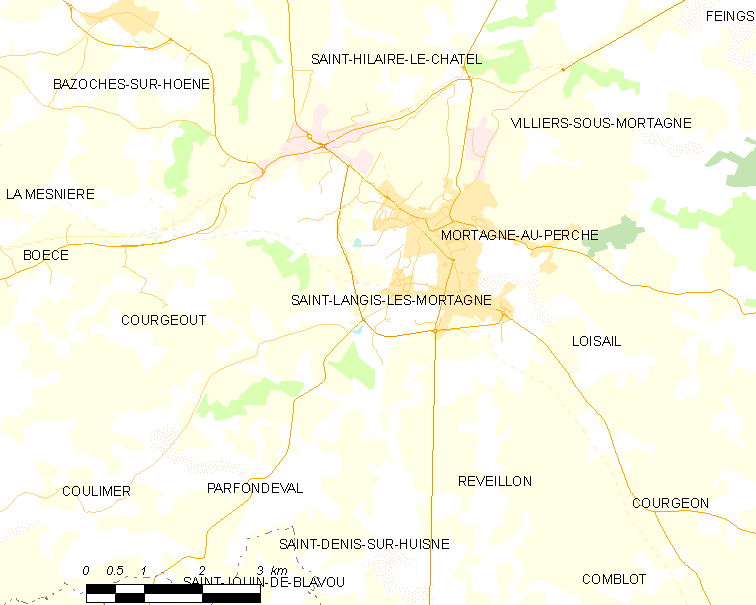
圣朗吉莱莫尔塔涅的OSM定位图

圣朗吉莱莫尔塔涅的时区为UTC+01:00、UTC+02:00（夏令时）。

## 行政
圣朗吉莱莫尔塔涅的邮政编码为61400，INSEE市镇编码为61414。

## 政治
圣朗吉莱莫尔塔涅所属的省级选区为莫尔塔涅欧佩什县。

## 人口

1962-2008年间圣朗吉莱莫尔塔涅人口变化图示

圣朗吉莱莫尔塔涅于2022年1月1日时的人口数量为871人。